# Judea
Judea hoặc Judaea, Giu-đa, Giuđê (/dʒuːˈdiːə/; from tiếng Hebrew: יהודה, Standard Yəhuda, Tiberian Yəhûḏāh, tiếng Hy Lạp: Ἰουδαία, Bản mẫu:Grc-tr; tiếng Latinh: Iūdaea) là Hebrew cổ và Kinh thánh Do Thái, đồng thời La Mã/Anh và tên hiện đại ngày nay của vùng núi phía nam, một phần của vùng Palestine. Cái tên bắt nguồn từ tên Hebrew Yehudah, con trai của vị tổ phụ thứ ba Jacob của Israel, và tổ tiên của Yehudah đã thành lập bộ lạc Judah và sau đó là Vương quốc Judah mà theo từ điển bách khoa Do Thái 1906 là có từ năm 934 đến 586 TCN. Tên của khu vực tiếp tục được hợp nhất thông qua các cuộc chinh phạt của Babylon, Ba Tư, Hy Lạp, La Mã như là Yehud, Yehud Medinata, Hasmonean Judea và La Mã Judea tương ứng.
Do hậu quả của cuộc nổi dậy Bar Kokhba vào năm 135 TCN, khu vực này đã được đổi tên và sáp nhập với La Mã Syria để hình thành tỉnh Syria Palestine bởi Hoàng đế La Mã Hadrian. Một phần lớn của Judea đã được sáp nhập vào Bờ Tây Jordan giữa năm 1948 và 1967 (tức Bờ Tây của Vương quốc Jordan). Thuật ngữ Judea như một thuật ngữ địa lý đã được chính phủ Israel hồi sinh vào thế kỷ 20 như một phần của khu vực hành chính Israel tên là Judea và Samaria cho vùng lãnh thổ thường được gọi là Bờ Tây.

## Tên
Cái tên Judea là một bản chuyển thể của Hy Lạp và La Mã của tên "Judah", ban đầu bao gồm lãnh thổ của bộ lạc Israel của tên đó và sau đó là Vương quốc Judah cổ đại. Bảng khắc Nimrud K.3751 năm 733 TCN là bản ghi chép sớm nhất được biết đến của khu vực có cái tên Judah bằng chữ nêm Assyria là Yaudaya hoặc KUR.ia-ú-da-a-a.
Judea đôi khi được sử dụng làm tên cho toàn bộ khu vực, bao gồm cả những phần bên kia sông Jordan.